# Max Nek Renga, il disco
Max Nek Renga, il disco è un album dal vivo dei cantanti italiani Max Pezzali, Nek e Francesco Renga, pubblicato il 9 marzo 2018 dalla Warner Music Italy.
A fine 2019 l'album è stato certificato disco d'oro per le oltre 25 000 copie vendute.

## Descrizione
Il 10 febbraio 2018 Max Pezzali, Francesco Renga e Nek partecipano come super ospiti alla quinta serata del 68º Festival di Sanremo, cantando insieme a Claudio Baglioni la canzone Strada facendo.
Lo stesso giorno viene annunciato che il brano in un'inedita versione a tre voci sarà contenuto in Max Nek Renga, il disco, doppio CD dal vivo in uscita il 9 marzo, che raccoglierà tutti i più grandi successi di Max Pezzali, Nek e Francesco Renga reinterpretati a tre voci.

## Tracce
CD 1
1. Strada facendo – 4:50 – inedito in studio
2. Duri da battere – 3:41
3. Cambio direzione – 3:48
4. Se io non avessi te – 3:46
5. Gli anni – 3:49
6. Meravigliosa (la Luna) – 4:13
7. Unici – 3:32
8. Nessun rimpianto – 4:30
9. A un isolato da te – 3:25
10. Sei fantastica – 3:58
11. Sei solo tu – 3:26
12. Sei grande – 5:11
13. Il mio giorno più bello nel mondo – 3:45
14. Se telefonando – 2:57
15. Guardami amore – 2:51
16. Hanno ucciso l'Uomo Ragno – 4:36

CD 2
1. Era una vita che ti stavo aspettando – 3:50
2. Angelo – 3:52
3. La tua bellezza – 3:32
4. L'universo tranne noi – 4:14
5. Sei un mito – 5:10
6. La regola dell'amico/Disco Inferno – 5:07
7. Almeno stavolta – 3:21
8. Se una regola c'è – 4:40
9. Lascia che io sia – 3:25
10. Sempre noi – 4:46
11. Laura non c'è – 3:40
12. Vivendo adesso – 4:15
13. Come mai – 4:10
14. Fatti avanti amore – 3:24
15. Nuova luce – 3:35
16. Nord sud ovest est/Tieni il tempo – 9:31